# Christiane Lutz

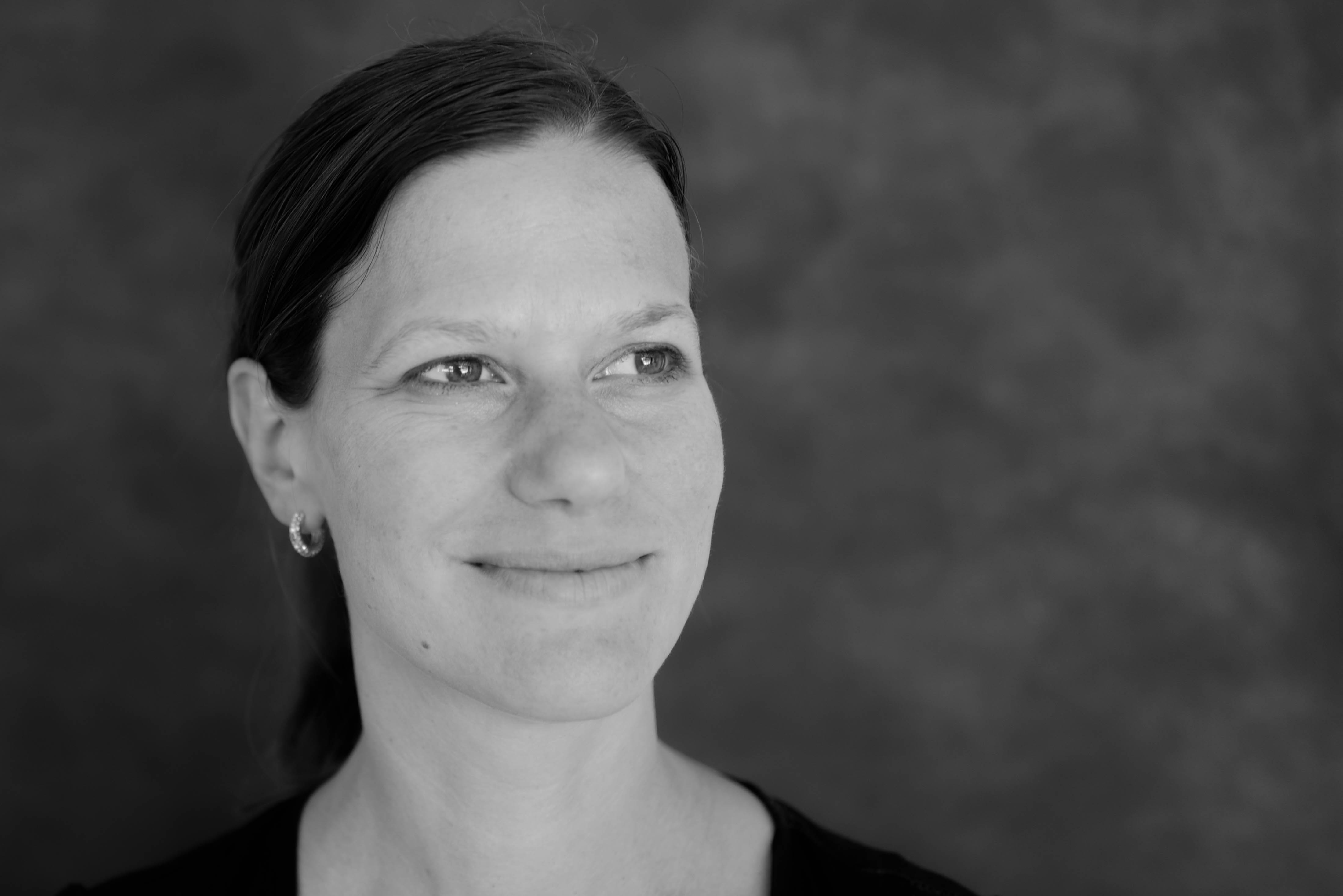
Christiane Lutz (2019)

Christiane Lutz (* 1980 in Mainz) ist eine freischaffende deutsche Opernregisseurin.

## Leben
Lutz lebt in Wien, wo sie zunächst Theaterwissenschaft, Kunstgeschichte, Musikwissenschaft und Betriebswirtschaftslehre, und in der Folge Musiktheaterregie an der Universität für Musik und darstellende Kunst Wien studierte.
Erste Opernregie-Erfahrungen sammelte sie bei Peter Konwitschny und Achim Freyer. Festengagements brachten Christiane Lutz zunächst an das Theater Lübeck und dann an das Opernhaus Graz, wo sie unter anderem Alcina von Georg Friedrich Händel inszenierte. Von 2009 bis 2011 betreute Christiane Lutz als Produktions- und Abendspielleiterin die weltweite Tournee von Michael Sturmingers Stücken The Infernal Comedy – Confessions of a Serial Killer und The Giacomo Variations mit John Malkovich in der Hauptrolle. Ab 2011 arbeitete sie als Assistentin mit dem Opernregisseur Claus Guth zusammen. Von 2012 bis 2014 koordinierte Christiane Lutz das Kinderopernzelt der Wiener Staatsoper, wo sie auch die Uraufführung von Das Städtchen Drumherum der österreichischen Komponistin Elisabeth Naske inszenierte. 2017/18 unterrichtete sie als Dozentin für Szenisches Gestalten an der Hochschule für Musik, Johannes-Gutenberg-Universität Mainz.
Sie inszenierte an zahlreichen europäischen Opernhäusern, wie der Bayerischen Staatsoper, der Semperoper Dresden, dem Theater an der Wien, der Opéra Bastille, dem Glyndebourne Festival, der Oper Graz und dem Salzburger Landestheater. 2023/24 war sie beratend für die neue Spielstätte für junges Publikum an der Wiener Staatsoper tätig.
2025 inszenierte sie am Salzburger Landestheater Friedrich von Flotows Oper Martha.
Lutz ist mit dem Tenor Jonas Kaufmann verheiratet. Sie haben ein gemeinsames Kind.

## Inszenierungen
| Oper                           | Ort                                               | Premiere |
| ------------------------------ | ------------------------------------------------- | -------- |
| Salome                         | Theater Lübeck                                    | 2022     |
| Die Zauberflöte                | Salzburger Landestheater                          | 2021     |
| Mignon                         | Bayerische Staatsoper                             | 2020     |
| Rigoletto                      | Glyndebourne Festival                             | 2019     |
| Manon                          | Salzburger Landestheater                          | 2018     |
| La traviata                    | Operklosterneuburg                                | 2018     |
| Wozzeck                        | Staatstheater Cottbus                             | 2017     |
| Reigen                         | Opéra National de Paris                           | 2017     |
| The Rake’s Progress            | Johannes Gutenberg-Universität Mainz              | 2017     |
| The Consul                     | Bayerische Staatsoper                             | 2017     |
| Hänsel und Gretel              | Wiener Kammeroper                                 | 2016     |
| Der Kaiser von Atlantis        | Semperoper Dresden                                | 2016     |
| Die Schneekönigin              | Schloss Eisenstadt                                | 2015     |
| Bilder einer Ausstellung       | Philharmonie Luxembourg                           | 2015     |
| Rinaldo                        | Wiener Kammeroper                                 | 2014     |
| Ein Wintermärchen              | Philharmonie Luxembourg                           | 2014     |
| Ein Sommernachtstraum          | Philharmonie Luxembourg                           | 2014     |
| Der Junge und das Meer         | MuTh                                              | 2013     |
| Das Städtchen Drumherum        | Kinderopernzelt der Wiener Staatsoper             | 2013     |
| Die Meistersinger von Nürnberg | Jugend-Operncamp Salzburger Festspiele            | 2013     |
| Der Tierkreis                  | Wiener Konzerthaus                                | 2012     |
| Erwin, das Naturtalent         | Staatstheater Augsburg                            | 2011     |
| Das ist doch der Gipfel        | Opernhaus Graz + Wiener Konzerthaus               | 2011     |
| Aida (halbszenisch)            | Staatstheater Augsburg                            | 2010     |
| Hexe Hillary geht in die Oper  | Staatstheater Augsburg                            | 2010     |
| Opern der Zukunft              | Opernhaus Graz                                    | 2009     |
| Nabucco                        | Opernhaus Graz                                    | 2009     |
| Alcina                         | Opernhaus Graz                                    | 2007     |
| Die schöne Galathée            | Kammeroper Schloss Reinsberg                      | 2006     |
| Ariodante                      | Universität für Musik und darstellende Kunst Wien | 2005     |

## Auszeichnungen und Stipendien
Lutz war Stipendiatin der Bayreuther Festspiele und der Salzburger Festspiele sowie Finalistin des Ring Awards 2014.